# Rezolucja Rady Bezpieczeństwa ONZ nr 1973
Rezolucja Rady Bezpieczeństwa ONZ nr 1973 – została uchwalona 17 marca 2011 w celu ustanowienia strefy zakazu lotów nad Libią w czasie tamtejszej wojny domowej.
Za przyjęciem rezolucji głosowały: Bośnia i Hercegowina, Kolumbia, Francja, Gabon, Liban, Nigeria, Portugalia, Południowa Afryka, Wielka Brytania i Stany Zjednoczone. Od głosu wstrzymały się: Brazylia, Niemcy, Chiny, Indie oraz Rosja.

## Postanowienia rezolucji
Na mocy rezolucji:
- wprowadzono strefę zakazu lotów nad Libią;
- upoważniono do użycia wszelkich środków niezbędnych do ochrony ludności cywilnej;
- zwiększono embarga na broń, zezwalając na przymusowe kontrole statków i samolotów;
- zamrożono aktywa posiadane przez władze libijskie;
- potwierdzono rezolucję Rady Bezpieczeństwa ONZ nr 1970;
- powołano zespół ekspertów w celu monitorowania i promowania wdrażania sankcji.

Jednocześnie Rada Bezpieczeństwa zażądała natychmiastowego zawieszenia broni w Libii, w tym ataków na ludność cywilną, które zgodnie z treścią rezolucji "mogą stanowić zbrodnię przeciwko ludzkości".